# Microplia agilis
Microplia agilis là một loài bọ cánh cứng trong họ Cerambycidae.